# Cementizio
Il cementizio, o opus caementicium era un materiale da costruzione ampiamente utilizzato nella Roma antica, costituito da una mescolanza di malta e di caementa, ossia pietre grezze o frammenti di pietra spezzati. La malta a sua volta è costituita da calce mescolata con sabbia o pozzolana.

## La calce
La calce veniva ricavata bruciando in fornaci aerate (che prendono il nome di "calcare") pietre calcaree o marmo, costituite da carbonato di calcio. Questo, per effetto del calore, si trasforma in ossido di calcio o "calce viva", che, con l'aggiunta di acqua, diviene "calce idrata" detta anche "calce spenta" e, diluita per l'uso, prende il nome di "grassello".
La "calce magra" (più del 10% di impurità e mescolata ad un 5% di argilla) si differenzia dalla "calce grassa" (meno del 10% di impurità) per una resa minore, ma una presa più veloce. Per murature subacquee (come ad esempio le fondazioni dei piloni dei ponti) si utilizzava la "calce idraulica", caratterizzata dalla capacità di far presa in acqua, mescolata a circa un 20% di argilla, ricavata dalla calce con un maggior grado di impurità.

## La malta
La calce veniva mescolata a vari tipi di materiale granuloso per costituire la malta:
- sabbia di fiume e di mare;
- pozzolana, una sabbia di origine vulcanica piuttosto comune in particolare in Lazio e in Campania;
- sabbia arida per le calci idrauliche in grado di fare presa anche sott'acqua;
- sabbia con l'aggiunta di cocci di terracotta frantumati.

## Icaementa
Si veniva in questo modo a creare una materia plastica e facilmente plasmabile che, una volta indurita, acquisiva solidità e compattezza. Tuttavia, nel processo di asciugatura e consolidamento la malta tende a ritirarsi e, quindi, a creare delle micro-fratturazioni. 
Nella malta vengono, perciò, inserite una gran quantità di pietre o caementa che interrompono le infinitesimali linee di frattura, impedendo che divengano continue e compromettano la solidità del materiale. A tal fine, si usano pietre naturali, o anche ciottoli di fiume, interi o spezzati, residui della lavorazione dei blocchi in pietra, raccolti nel medesimo cantiere o nelle cave di estrazione, oppure altri materiali di risulta, provenienti dalla demolizione di edifici più antichi, compresi laterizi (mattoni) e tegole, e frammenti di marmo. In qualche caso, i caementa vengono realizzati frantumando, appositamente, massi in pietra.